# 五十瓊敷入彦命

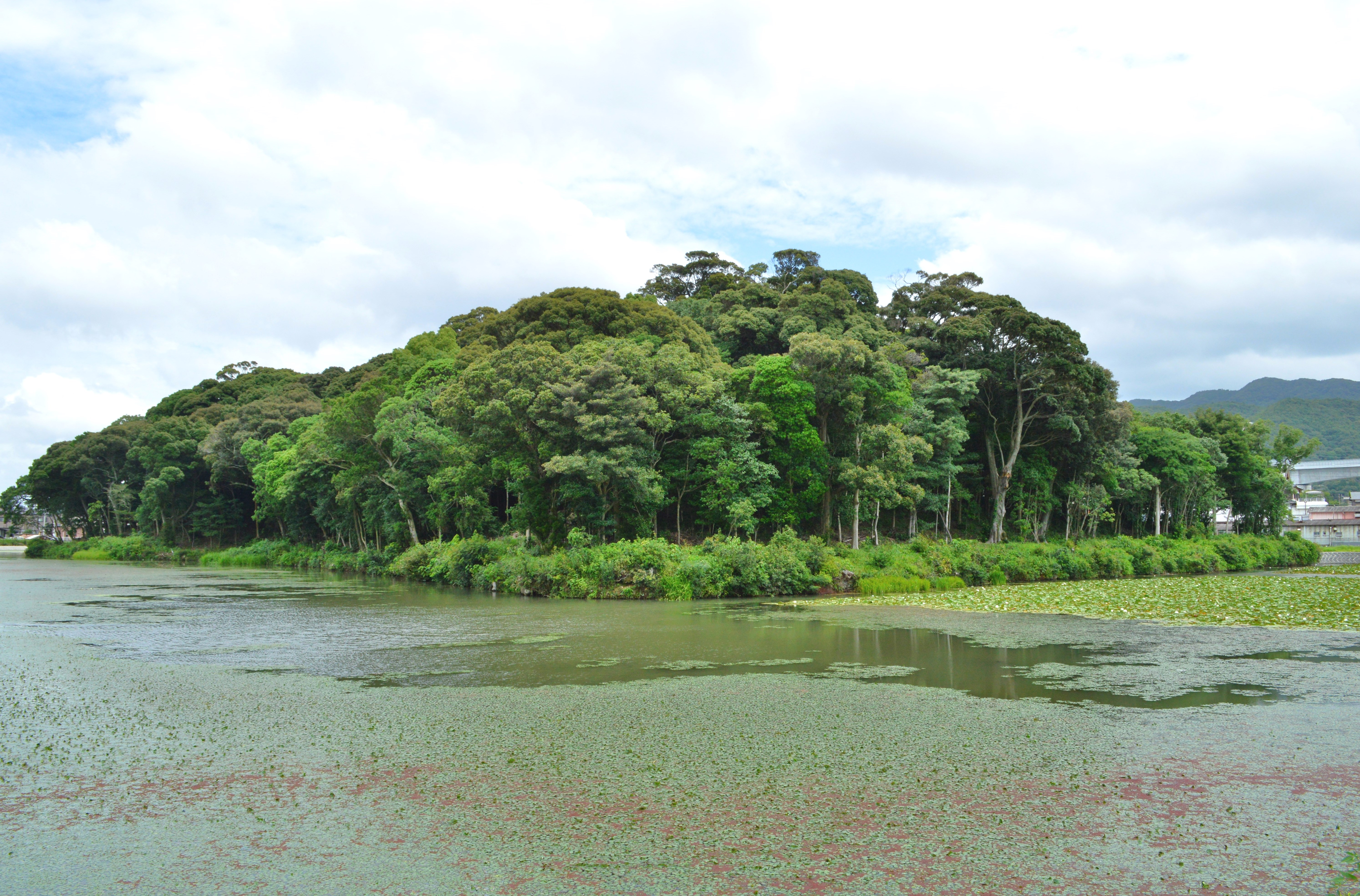
五十瓊敷入彦命伝承墓の宇度墓（大阪府泉南郡岬町の淡輪ニサンザイ古墳）

五十瓊敷入彦命（いにしきいりひこのみこと、生没年不詳）は、記紀に伝わる古代日本の皇族。
『日本書紀』では「五十瓊敷入彦命」「五十瓊敷命」「五十瓊敷皇子」、『古事記』では「印色入日子命」と表記される。
第11代垂仁天皇の皇子で、第12代景行天皇の同母兄である。石上神宮（奈良県天理市）神宝に関する伝承で知られる。

## 系譜
（名称は『日本書紀』を第一とし、括弧内に『古事記』ほかを記載）
『日本書紀』『古事記』によれば、第11代垂仁天皇と、後皇后の日葉酢媛命（ひばすひめのみこと、比婆須比売命/氷羽州比売命）との間に生まれた皇子である。
五十瓊敷入彦命は長兄で、両書では同母弟妹として次の4人が記載される。
- 弟：大足彦尊 （おおたらしひこのみこと、大帯日子淤斯呂和気命） - 第12代景行天皇。
- 妹：大中姫命 （おおなかつひめのみこと） - 記では男性の大中津日子命とする。
- 妹：倭姫命 （やまとひめのみこと、倭比売命）
- 弟：稚城瓊入彦命 （わかきにいりひこのみこと、若木入日子命）

## 記録

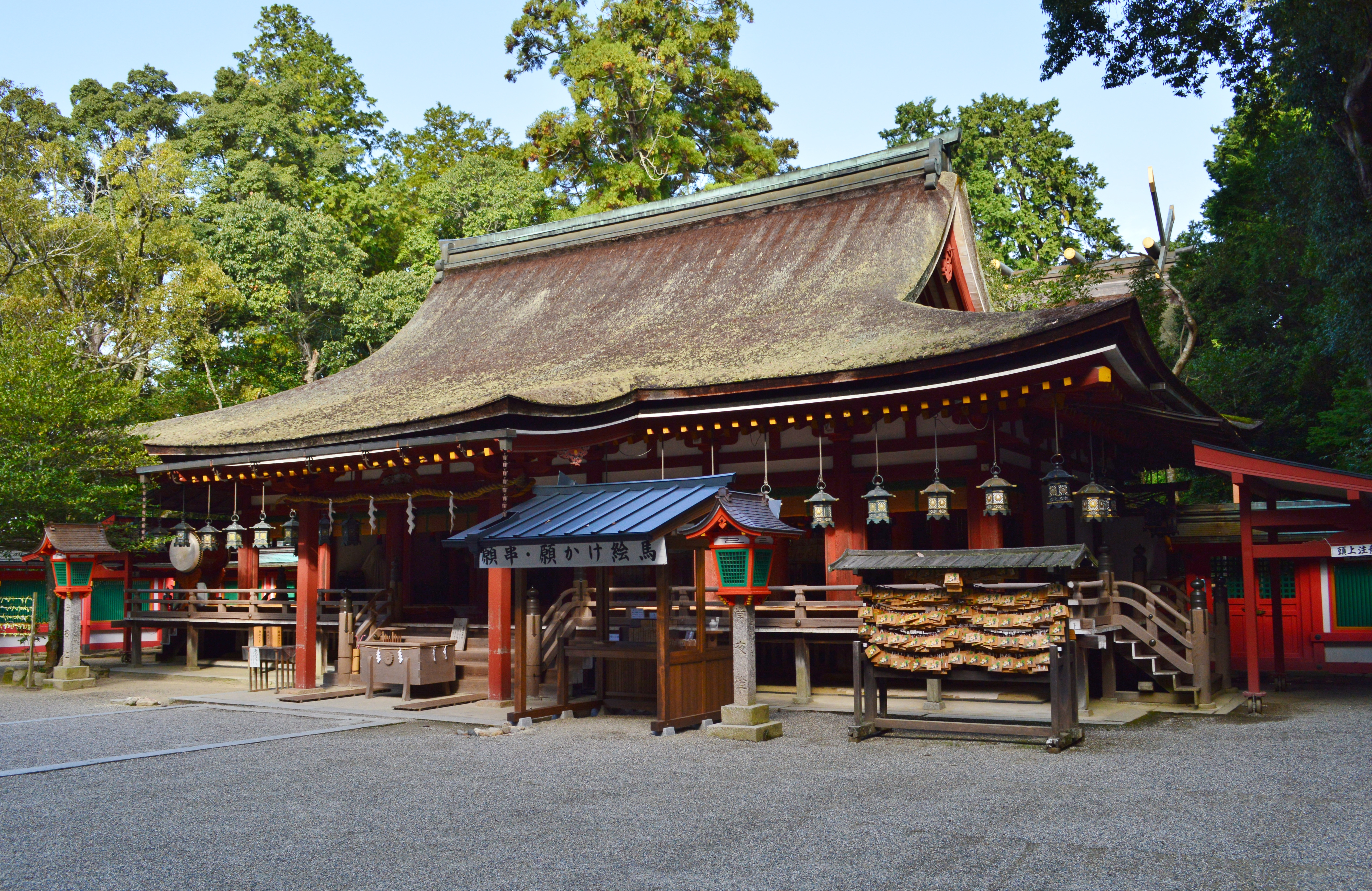
石上神宮（奈良県天理市）

『日本書紀』では、五十瓊敷入彦命に関して次の事績が記載されている。
- 垂仁天皇30年1月6日条
垂仁天皇が五十瓊敷命・大足彦尊兄弟に望むものを聞いたところ、五十瓊敷命は弓矢を、大足彦尊は皇位を望んだ。そこで天皇は五十瓊敷命には弓矢を与え、大足彦尊には皇位を継ぐように言った[1]。
- 垂仁天皇35年9月条
五十瓊敷命は河内に遣わされ、高石池（大阪府高石市）・茅渟池（ちぬいけ：大阪府泉佐野市）を造った[1]。

- 垂仁天皇39年10月条
五十瓊敷命は菟砥川上宮（うとのかわかみのみや：大阪府泉南郡阪南町の菟砥川流域）にて剣1千口を作り、石上神宮（奈良県天理市）に納めた。そして、以後五十瓊敷命が石上神宮の神宝を管掌した[1]。
同条別伝によると、五十瓊敷命は菟砥河上で大刀1千口を作らせ、この時に楯部・倭文部・神弓削部・神矢作部・大穴磯部・泊橿部・玉作部・神刑部・日置部・大刀佩部ら10の品部を賜った。また、その大刀は忍坂邑（奈良県桜井市忍坂）から移して石上神宮に納めたという[1]。
- 垂仁天皇87年2月5日条
五十瓊敷命は老齢のため、石上神宮神宝の管掌を妹の大中姫命に託した。大中姫命は、か弱いことを理由に神宝を物部十千根に授けて治めさせた。これが物部氏による石上神宮での神宝管掌の起源という[1]。

『古事記』垂仁天皇段では、印色入日子命（五十瓊敷入彦命）は、血沼池（茅渟池）・ 狭山池（大阪府大阪狭山市）・日下の高津池（高石池に同じか）を造ったという。また、鳥取河上宮にて横刀1千口を作らせて石上神宮に納めたほか、同宮にて河上部を定めたという。

## 墓

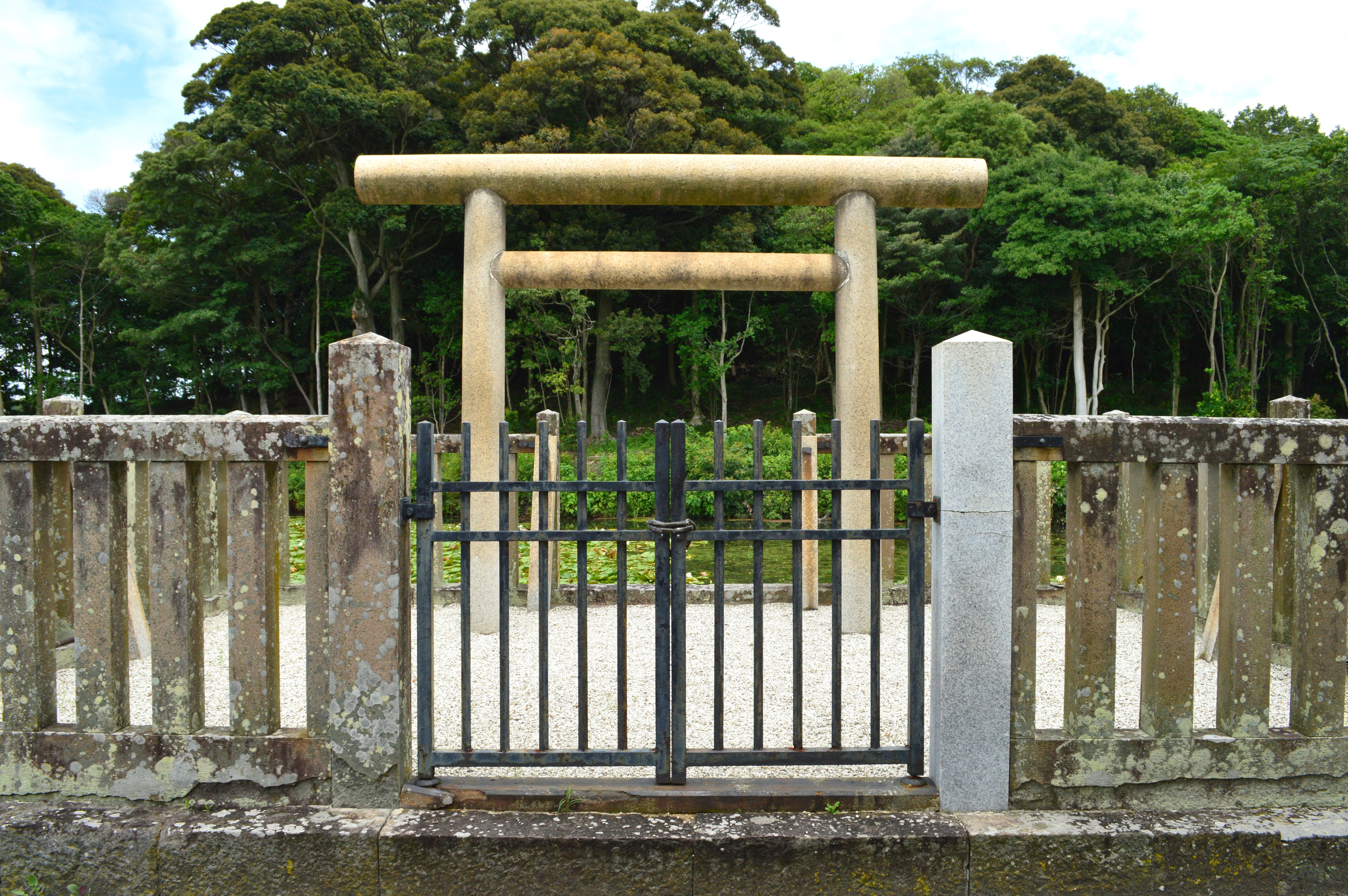
五十瓊敷入彦命 宇度墓
（大阪府泉南郡岬町）

墓は、宮内庁により大阪府泉南郡岬町淡輪にある宇度墓（うどのはか、北緯34度19分49.67秒 東経135度10分43.49秒 / 北緯34.3304639度 東経135.1787472度）に治定されている。宮内庁上の形式は前方後円。遺跡名は「淡輪ニサンザイ古墳」で、墳丘長200メートルの前方後円墳である。
五十瓊敷命の墓について『日本書紀』・『古事記』に記載はないが、延長5年（927年）成立の『延喜式』諸陵寮（諸陵式）では「宇度墓」の名称で記載され、和泉国日根郡の所在で、兆域は東西3町・南北3町で守戸3烟を付すとしたうえで、遠墓に分類する。これに先立つ持統天皇5年（691年）には有功の王の墓には3戸の守衛戸を設けるとする詔が見えることから、この頃に『日本書紀』・『古事記』の編纂と並行して、『帝紀』や『旧辞』に基づいた墓の指定の動きがあったと推測する説がある。またその際には、日本武尊墓（伊勢）・彦五瀬命墓（紀伊）・五十瓊敷入彦命墓（和泉）・菟道稚郎子墓（山城）をして大和国の四至を形成する意図があったとする説もある。
しかし、中世には荒廃して所在が失われた。明治7年（1874年）に『泉州志』の記載に基づき玉田山に定められたが、明治13年（1880年）に現在の墓に改められている。なお、現墓について『和泉志』では紀小弓の墓としている。

## 伝承
伊奈波神社（岐阜県岐阜市）の社伝によると、五十瓊敷入彦命は朝廷の詔を承けて奥州を平定したが、同行した陸奥守豊益が五十瓊敷入彦命の成功を妬んで、命に謀反の心ありと讒奏した。そのため、朝敵として攻められて同地で討たれたという。さらに、夫の死を知った妃の渟熨斗姫命（ぬのしひめのみこと：景行天皇の皇女）は、都を離れてこの地で御跡を慕い、朝夕ひたすら命の御霊を慰めつつ生涯を終えたという。